# Thomas Hart Benton (político)
Thomas Hart Benton (14 de marzo de 1782 a 10 de abril de 1858), apodado "Old Bullion", fue un senador estadounidense de Misuri. Un miembro del Partido demócrata, fue un artífice y defensor de la expansión occidental de los Estados Unidos, conocida como el destino manifiesto. Benton sirvió en el senado desde 1821 hasta 1851.
Benton nació en Harts Mill, Carolina del Norte. Tras graduarse de la Universidad de Carolina del Norte, estableció un bufete y plantación cerca de Nashville, Tennessee. Sirvió como ayudante para el general Andrew Jackson durante la Guerra de 1812 y se estableció en San Luis, Misuri, después de la guerra. Misuri se convirtió en estado en 1821, y Benton fue elegido uno de su primer par de senadores. El Partido Demócrata-Republicano se fragmentó después de 1824 y Benton se hizo un líder demócrata en el Senado, sirviendo como aliado importante del presidente Martin Van Buren. Apoyó a Jackson durante la Guerra bancaria y propuso una ley de pagos que inspiraría el Circular de Monedas metálicas de Jackson.
La preocupación principal de Benton fue la expansión occidental de los Estados Unidos. Apoyaba la anexión de la República de Texas, la que ocurrió en 1845. Presionó por un acuerdo con los británicos en la partición del Territorio de Oregón, el que dividió el territorio por la latitud de 49 grados. También escribió la primera Ley de Asentamientos Rurales, la que dio la tierra a pobladores dispuestos a cultivarla.
Aunque tenía esclavos, Benton llegó a oponerse a la institución de esclavitud después de la Intervención estadounidense en México, y se opuso el Compromiso de 1850, llamándolo demasiado favorable para los intereses en pro de esclavitud. Esta opinión perjudicó su popularidad en Misuri, y la legislatura estatal le negó su reelección en 1851. Benton ganó una elección en la Cámara de Representantes en 1852, pero fue derrotado en la reelección de 1854 después de oponerse a la Ley de Kansas–Nebraska. El yerno de Benton, John C. Frémont, ganó la nominación republicana para presidente en 1856, pero Benton votó por James Buchanan y permaneció un demócrata leal hasta su muerte en 1858.

## Primeros años
Thomas Hart Benton nació en Harts Mill, North Carolina, cerca de la ciudad actual de Hillsborough. Su padre Jesse Benton, un abogado y propietario rico, se murió en 1790. Su abuelo Samuel Benton (hacia 1720–1770) nació en Worcester, Inglaterra, y se estableció en la Provincia de Carolina del Norte. Thomas H. Benton estudió el derecho en la Universidad de Carolina del Norte pero fue despedido en 1799 tras admitir que robó dinero de otros estudiantes. Dejó de la escuela y dirigió la propiedad de la familia Benton.
Atraído por las oportunidades en el Oeste, el joven Benton mudó a su familia a una propiedad de 160 kilómetros cerca de Nashville, Tennessee. Allí estableció una plantación con escuelas, iglesias, y molinos conjuntos. Su experiencia como pionero le inculcó la devoción a la democracia jeffersoniana, la que permanecería por toda su carrera.
Continuó su educación de derecho, y fue admitido en la abogacía en 1805. En 1809 sirvió un mandato como senador estatal. Captó la atención del "ciudadano principal" de Tennessee Andrew Jackson, bajo cuya tutela permaneció durante sus años en Tennessee.
Tras el estallido de la Guerra de 1812, Jackson nombró a Benton su ayudante de campo, con una comisión como coronel teniente. Benton fue nombrado para representar los intereses de Jackson a oficiales militares en Washington; lo molestó la posición, porque le negó la experiencia de combate. En 1813, Benton participó en una escaramuza fronteriza en la que Jackson fue herido.
Tras la guerra, en 1815, Benton mudó sus bienes al nuevo Territorio de Misuri. En Tennessee, se permanecería bajo la sombra de Jackson, pero en Misuri podía ser un hombre importante en un territorio escasamente poblado. Se estableció en San Luis, donde ejerció el derecho y fue editor del Missouri Enquirer, el segundo periódico principal al oeste del Río de Mississippi.
En 1817, durante un caso, Benton y el abogado opuesto de Charles Lucas se acusaron uno a otro de mentir. Cuando Lucas se encontró con Benton durante la votación, lo acusó de no pagar impuestos y, por eso dijo que no debía poder votar. Benton acusó a Lucas de ser un "cacharro", y Lucas lo retó a un duelo. Libraron un duelo en Bloody Island; Lucas fue herido en la garganta, y Benton fue rascado en la rodilla. Cuando empezó a sangrar mucho, Lucas dijo que se daba por satisfecho, y Benton lo soltó del duelo. Sin embargo, debido a rumores que Benton había cambiado las reglas del duelo a su favor, Benton retó a Lucas a una revancha con disparos más cercanos. Lucas recibió un disparo cerca del corazón, y antes de morir dijo a Benton, "No te perdono, ni puedo perdonarte." Aun así, mientras que se acercó a la muerte, dijo "Sí puedo perdonarte--sí te perdono."

## Carrera en el Senado

### Carrera temprana

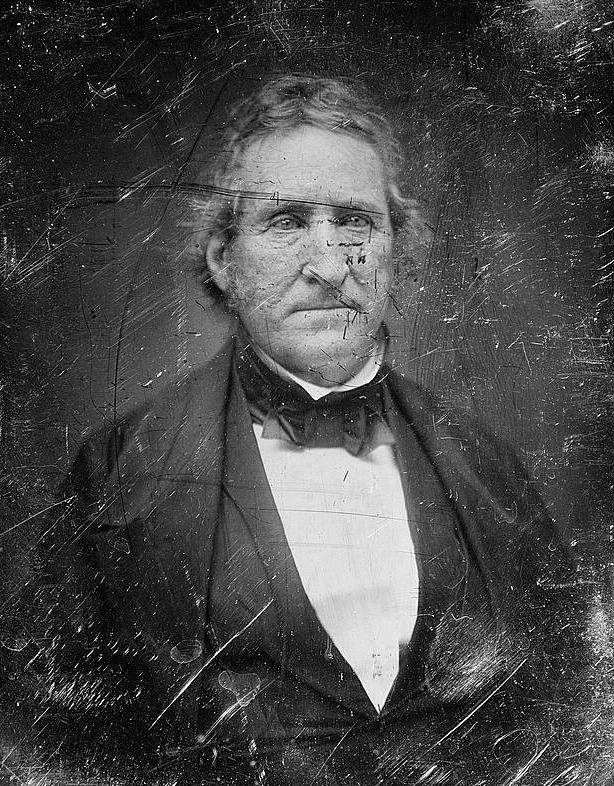
El Senador Benton entre 1844 y 1858, de Mathew Brady

El Compromiso de Misuri de 1820 convirtió el territorio en un estado, y Benton fue elegido senador.
La elección presidencial de 1824 fue una lucha de cuatro personas: Andrew Jackson, John Quincy Adams, William H. Crawford, y Henry Clay. Benton apoyó a Clay. Jackson recibió una pluralidad, pero no una mayoría de votos, significando que la elección llegó a la Cámara de Representantes, la que tuvo que elegir de los tres candidatos con los más votos. Clay fue el cuarto más votado. También fue Presidente de la Cámara de Representantes, y intentó maniobrar la elección al favor de Adams. Benton se negó a apoyar a Adams, diciendo que Jackson fue la opción clara para el pueblo. Cuando el único representante de Misuri John Scott le escribió a decir que iba a votar por Adams, Benton intentó convencerle a no votar por él. Sin embargo, Scott votó por Adams, quien ganó la elección y nombró a Clay el Secretario de Estado. Se acusaron los dos de hacer un "trato corrupto".

### La democracia jacksoniana
Después, Benton y Jackson dejaron atrás sus diferencias y se unieron. Benton se hizo el líder en el Senado para el Partido Demócrata y arguyo enérgicamente contra el Banco de los Estados Unidos. El Senado censuró a Jackson en 1834 por cancelar la carta del Banco. Al fin de la presidencia de Jackson, Benton dirigió una "campaña de borrado" exitoso en 1837 para quitar la resolución de censura del registro oficial.
Benton era un defensor ávido del "dinero duro", eso es, monedas metálicas como dinero, en lugar de papel moneda "respaldada" por el dinero como el patrón oro. En la opinión de Benton, el papel moneda privilegiará a los ricos urbanos del Este a costa de los campesinos y artesanos del oeste. Propuso una ley que requeriría que se pagara la tierra federal con dinero en efectivo, la cual sería derrotada en el Congreso, pero inspiró una orden ejecutiva de Jackson en 1836.
Sin embargo, su preocupación principal siempre fue la expansión territorial de los Estados Unidos para hacerse un poder continental. Originalmente consideraba los Montañas Rocosas la frontera natural de los Estados Unidos, pero eventualmente pasó a querer que los Estados Unidos llegaran a la Costa Pacífica. Consideraba las tierras salvajes no seguros, y trabajaba diligentemente para el asentamiento. Sus esfuerzos en contra del papel moneda eran para disuadir la especulación de tierra, y así animar el asentamiento.
Bento desempeñó un papel clave en la administración solitaria del Territorio de Oregón. Desde la Convención anglo-americana de 1818, los Estados Unidos y el Reino Unido habían ocupado Oregón conjuntamente. Benton presionó por un acuerdo sobre Oregón y la frontera con Canadá que privilegiará los Estados Unidos. Benton escogió la frontera actual en la latitud de 49 grados; se oponía a los extremistas que querían presionar por mover la frontera a 54 grados.

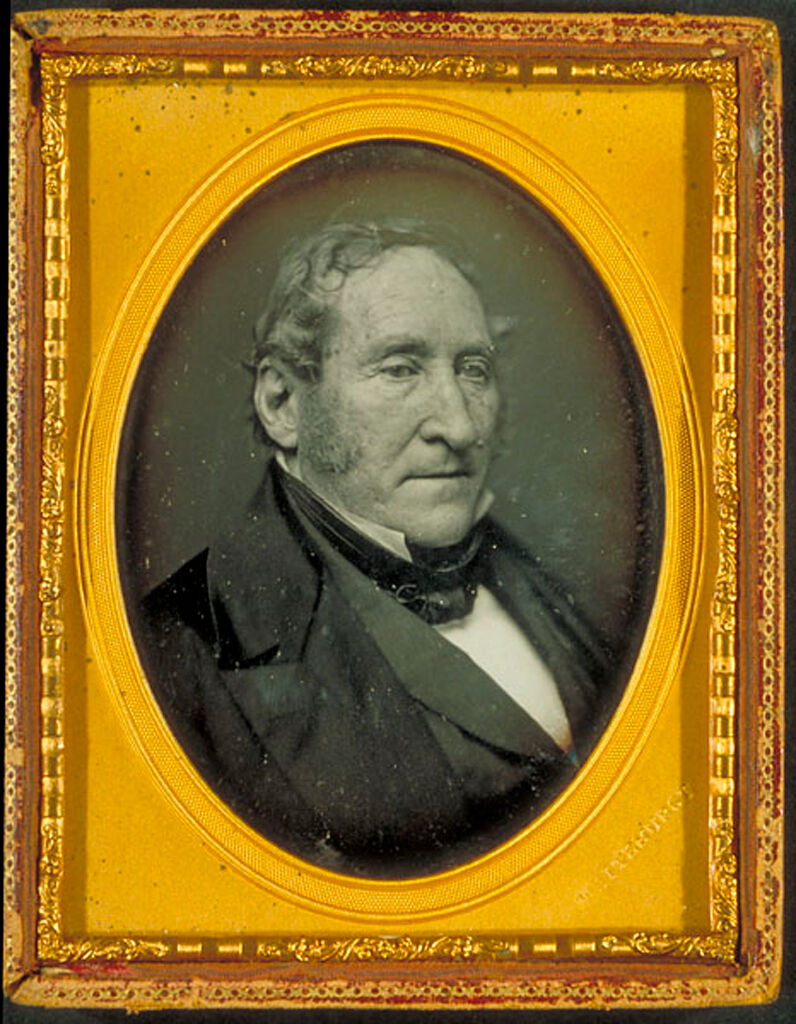
Daguerrotipo de Thomas Hart Benton, hacia. 1850

Benton escribió las primeras leyes de asentamientos rurales, las que animaron el asentamiento mediante dando cesiones de tierra a los dispuestos a cultivarlas. Presionó por más exploración del Oeste, incluyendo apoyando los varios viajes de su yerno John C. Frémont. Presionó por apoyo público del Ferrocarril transcontinental, y promovió el uso expandido del telégrafo para la comunicación a larga distancia. También apoyaba el desplazamiento y discriminación contra los pueblos nativos a favor de pobladores europeos.
Era un buen orador y líder de primera clase. Aunque era expansionista, sus morales personales lo mantenían opuesto al comportamiento codicioso o turbio. Benton apoyó la anexión de Texas y arguyó para la derogación del Tratado de Adams-Onís de 1819, en el que los Estados Unidos renunció reclamos a ese territorio, pero se opuso a las maniobras que condujeron a su anexión y la guerra contra México. Creía que la expansión era para el bien del país, pero no para el beneficio de individuos poderosos.
El 28 de febrero de 1844, Benton estaba presente en la explosión a bordo de la USS Princeton, en la que el fallo de un cañón mató a muchas personas, incluyendo al Secretario de Estado y el Secretario de la Armada. Benton no sufrió heridas serias.

### Carrera más tarde en el Senado
Su lealtad al Partido Demócrata era legendaria. Benton fue un hombre de confianza para Andrew Jackson en la legislatura, y mantuvo este cargo para Martin Van Buren. Tras la elección de James K. Polk, la divergencia de su opinión y la del Partido disminuyó su poder, especialmente debido a su opinión sobre la esclavitud. Benton, un sureño y dueño de esclavos, llegó a ser más incómodo con el asunto. Chocaba con frecuencia con demócratas como John C. Calhoun, quienes consideraban promover sus opiniones a costa de la lealtad a la Unión. Con conciencia trastornada, en 1849 llegó a oponer "la institución de esclavitud", perdiéndole popularidad en su estado. En abril de 1850, durante debates apasionadas sobre el propuesto Compromiso de 1850, el senador Henry S. Foote casi disparó a Benton antes de ser desarmado.

## Vida más tarde

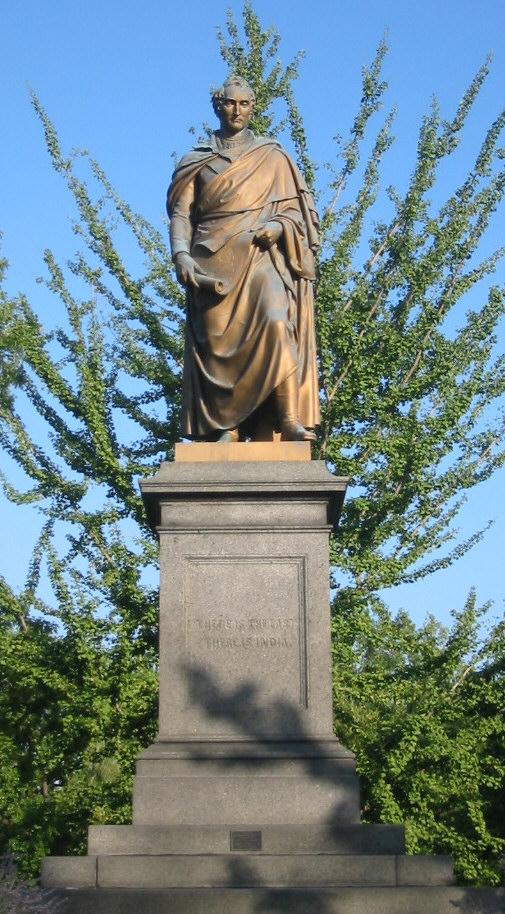
Estatua de Benton, esculpida por Harriet Hosmer, erigida en San Luis en 1868.

En 1851, la legislatura de Misuri negó a Benton un sexto mandato; la polarización del asunto de esclavitud imposibilitó que un unionista y moderado tuviera un asiento senatorial en ese estado. En 1852 ganó un escaño en la Cámara de Representantes, pero su oposición a la Ley de Kansas–Nebraska llevó a su derrota en 1854. Se presentó como candidato para gobernador de Misuri en 1856, pero perdió contra Trusten Polk. El mismo año su yerno, John C. Frémont, se presentó como candidato republicano para presidente, pero Benton fue un demócrata leal hasta su muerte, y por eso votó por el demócrata James Buchanan.
Publicó su autobiografía, Thirty Years' View (Vista desde treinta años), en 1854, y publicó un examen del Caso Dred Scott, que arguya que la Corte debía haber rechazado el caso, en 1857.
Se murió en Washington D. C. el 10 de abril de 1858, sus descendientes se han permanecido prominentes en la vida política de Misuri. Su sobrino biznieto Thomas Hart Benton, fue un pintor del siglo XX.
Benton fue enterrado en el Cementerio Bellefontaine en San Luis.

## Legado

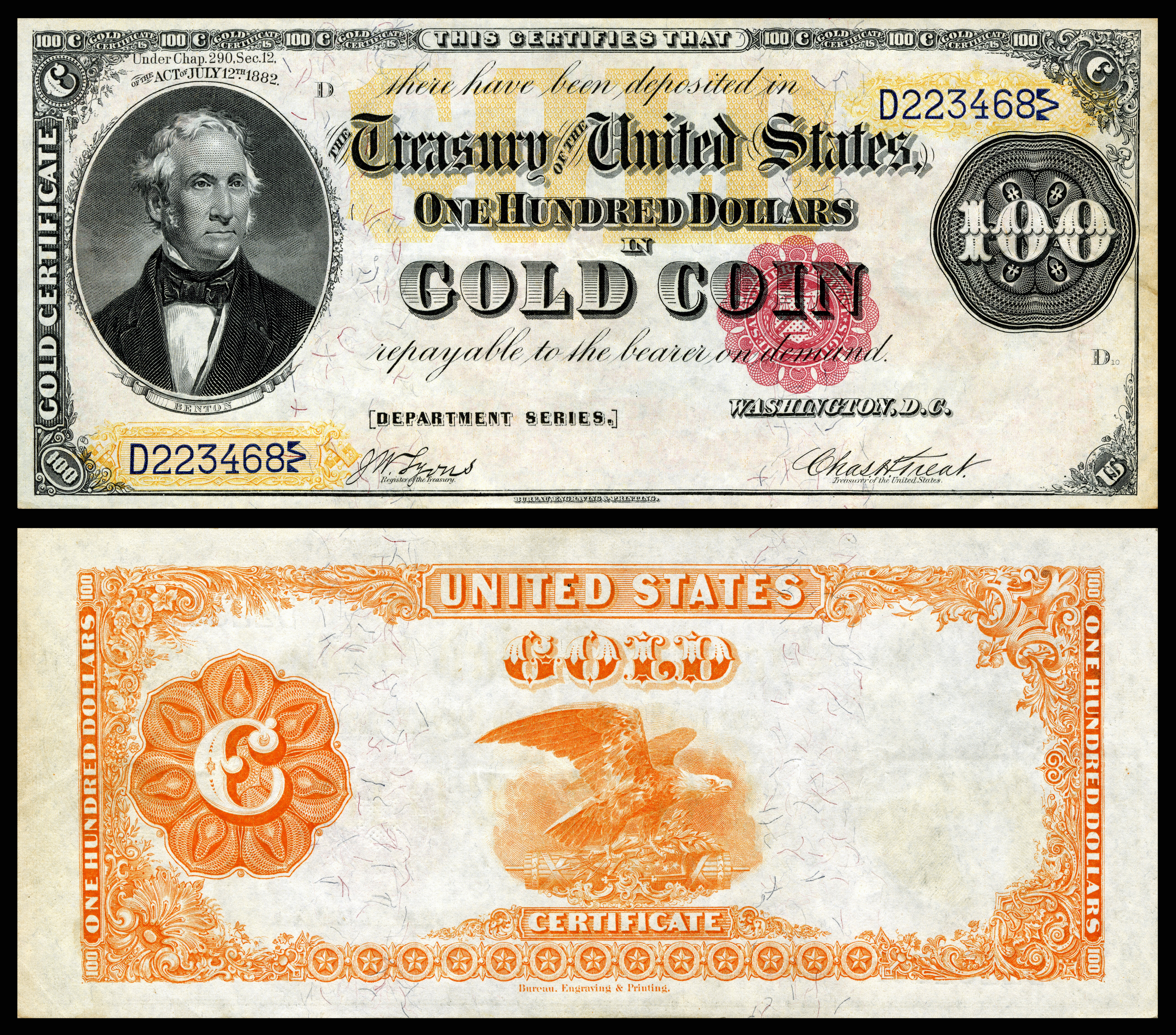
Benton ilustrado en un certificado de oro de $100 de 1882

Siete estados (Arkansas, Indiana, Iowa, Minnesota, Misuri, Oregón, y Washington) tienen condados nombrados en honor de Benton. Dos condados (Condado de Calhoun, Alabama y Condado de Hernando, Florida) previamente tuvieron su nombre. Los asentamientos de Bentonville, Indiana, Bentonville, Arkansas, y Benton Harbor, Michigan también llevan su nombre. Además, la factoría y comunidad Fort Benton, Montana, tiene su nombre, y bentonita fue nombrado en honor de la comunidad. En julio de 2018, un edificio nombrado en honor de Benton en la Universidad Estatal de Oregón fue renombrado debido al racismo de Benton.